# Фред Велдон
Фред Велдон (англ. Fred Wheldon, 1 листопада 1869 — 13 січня 1924) — англійський футболіст, що грав на позиції нападника, зокрема за бірмінгемські «Смолл Гіт» та «Астон Віллу», а також за національну збірну Англії.
Триразовий чемпіон Англії. Володар Кубка Англії з футболу. 

## Клубна кар'єра
У дорослому футболі дебютував 1890 року виступами за команду «Смолл Гіт» (яка згодом трансформувалася в «Бірмінгем Сіті»). Захищав її кольори у змагання Футбольного альянсу, а з сезону 1892/93 у змаганнях Футбольної ліги, де бірмінгемці відразу виграли Другий дивізіон, проте не підвищилися у класі, поступившись у перехідному матчі. Вже наступного сезону, значною мірою завдяки результативності Велдона, «Смолл Гіт» таки підвищилася у класі до Першого дивізіону. Загалом за цю команду відзначився 65 голами у 109 іграх англійської першості.
1896 року «Смолл Гіт» втратила місце у Першому дивізіони і погодила перехід одного зі своїх основних нападників за 350 фунтів до іншого бірмінгемського клубу, «Астон Вілли», який на той час був діючим чемпіоном Англії. Відіграв за «Віллу» чотири сезоні, протягом яких команда ще тричі ставала найкращою у Футбольній лізі. Єдиного разу, коли Велдон не став чемпіоном Англії, граючи за «Астон Віллу», в сезоні 1897/98, йому підкорилося інше досягнення — з 21 забитим голом він став найкращим бомбардиром Першого дивізіону.
1900 року перейшов за 100 фунтів до «Вест-Бромвіч Альбіон», ставши першим в історії гравцем, що виступав за усі три основні футбольні команди «великого Бірмінгема». За «Альбіон» провів лише один сезон, за результатами якого команда вибула з Першого дивізіону.
Згодом з 1901 по 1904 рік грав у складі команд «Квінз Парк Рейнджерс» та «Портсмут», а завершив ігрову кар'єру у «Вустер Сіті», за який виступав протягом 1904—1906 років.

## Виступи за збірну
1897 року дебютував в офіційних матчах у складі національної збірної Англії. Протягом кар'єри у національній команді, яка тривала 2 роки, провів у її формі 4 матчі, забивши 6 голів.
Помер 13 січня 1924 року на 55-му році життя.

## Титули і досягнення
- Чемпіон Англії (3):

«Астон Вілла»: 1896/97, 1898/99, 1899/00
- Володар Кубка Англії з футболу (1):

«Астон Вілла»: 1896/97
- Найкращий бомбардир Футбольної ліги Англії (1):

1897/98 (21 гол)